# Bicentenario de Australia

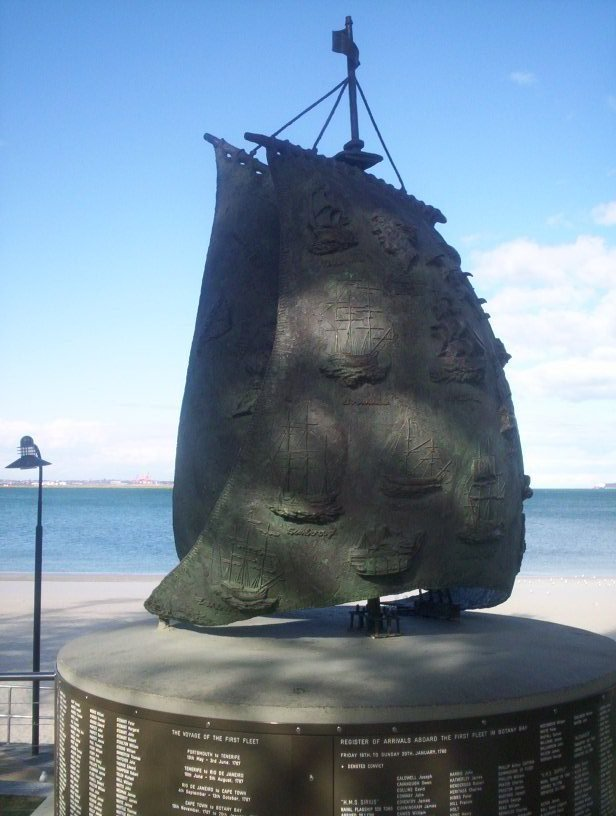
Monumento al atraque del Capitán Cook en "Botany Bay".

El Bicentenario de Australia (en inglés: Bicentenary of Australia) fue celebrado en 1970 en el 200.º aniversario del atraque del capitán James Cook y toma de propiedad del territorio, y otra vez en 1988 para celebrar los 200 años de asentamientos permanentes de europeos.

## 1970
El bicentenario de la llegada del capitán James Cook y reivindicación de la costa este de Australia en 1770. El nombre del lugar en el cual se cree que hubiera hecho el primer avistamiento de tierra fue retitulado de cabo Everard al nuevo nombre conocido que Cook le había dado en su momento, Point Hicks.

## 1988
El bicentenario de la llegada del capitán Arthur Phillip con los 11 navíos de la First Fleet al Puerto de Sídney en 1788, y la fundación de la ciudad de Sídney y la colonia de New South Wales.

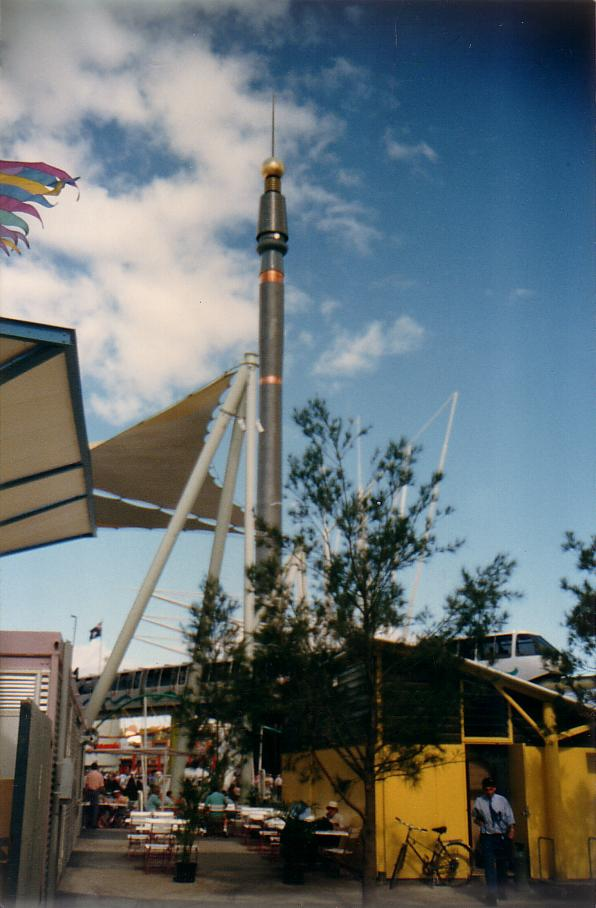
La torre "Skyneedle", Brisbane de la World Expo 88, formó parte de las celebraciones del Bicentenario de 1988.

La Australian Bicentennial Authority (ABA) (Autoridad del Bicentenario de Australia) fue designada para planear, financiar y coordinar los proyectos que acentuaron el patrimonio cultural de la nación. Crearon a los Consejos Estatales también para asegurar la cooperación entre los gobiernos federal y estatales. El resultado era un programa nacional de los acontecimientos y de las celebraciones para conmemorar el bicentenario, incluyendo: 
- "Australia Live", una programación especial de televisión en la noche de año nuevo.
- La llegada de la First Fleet rememoración del viaje al puerto de Sídney en el Australia Day.
- La World Expo 88, en Brisbane, el mayor evento de estas celebraciones.
- El "Australian Bicentennial Exhibition", celebrado a lo largo de Australia
- Todos los alumnos australianos se presentaron con un "Bicentennial Heritage Medallion"
- Con respecto a la autoridad de carreteras y tráfico de Nueva Gales del Sur "NSW-Roads and Traffic Authority" (desde finales de 1987 a finales de 1988) y sobre 160,000 placas de matrícula de automóviles conmemorativas del Bicentenario que fueron vendidas por el método premium.
- Las pinturas de las locomotoras A66 de la línea "V/Line A class" regional del operador de trenes de Victoria "V/Line" en una librea única de verde y oro que muestre el logo del "ABA Bicentennial" y el Lema '1788 Australian Bicentennary 1988'.
- "Aus Steam '88", una exhibición ferroviaria de las locomotoras de vapor en la "Spencer Street Station".

La ceremonia de apertura del 16th World Scout Jamboree, que tuvo lugar en la medianoche del 31 de diciembre de 1987, fue el primer evento oficial del Bicentenario de Australia.
1988 también estuvo marcado por la terminación de muchos desarrollos de proyectos únicos, por ejemplo el trayecto nacional del bicentenario y el 9 de mayo de ese año, la apertura por la reina Isabel II de la nueva sede del parlamento en Canberra. Así como el recinto del querido puerto moderno era terminado y abierto a los usuarios, al igual que el moderno Sydney Football Stadium. También estuvo marcado por la creación de uno de los mayores trabajos de arte significativos en Australia, Aboriginal Memorial, que conmemora a aquellos Indígenas Australianos que murieron como resultado de los asentamientos de europeos.
Mejoras significativas en las carreteras australianas fueron llevadas a cabo con el Australian Bicentennial Road Development Program.